# Softly and Tenderly
"Softly and Tenderly" es un himno cristiano. Fue compuesta y escrita por Will L. Thompson en 1880. Se basa en el versículo bíblico Marcos 10:49.
Dwight L. Moody usó "Softly and Tenderly" en muchas de sus reuniones de evangelización en Estados Unidos y Gran Bretaña. Cuando estaba en el hospital y no podía recibir visitas, Thompson había llegado para verlo; Moody insistió en que dejaran entrar a Thompson y le dijo:
Will, preferiría haber escrito "Softly and Tenderly Jesus Is Calling" que cualquier cosa que haya podido hacer en toda mi vida..
Thompson era miembro de las Iglesias de Cristo, donde varios de sus himnos y canciones evangélicas continúan en uso. "Softly and Tenderly" es la más conocida de sus composiciones y ha circulado mucho más allá de sus orígenes en el Movimiento de Restauración estadounidense. Es una de las canciones evangélicas más prolíficamente traducidas y se usa en muchas denominaciones del cristianismo.
Este himno fue cantado en el funeral de Martin Luther King Junior.

## Otras grabaciones
- The Andrews Sisters - grabado el 2 de febrero de 1950 para Decca Records.[8]

- Million Dollar Quartet grabó la canción en 1956.[9]
- Pat Boone - incluido en su álbum Hymns We Love (1957)[10]
- Rosemary Clooney - para su álbum Hymns from the Heart (1958).[11]
- Daniel Johnston - por su álbum 1990 (1990)
- Reba McEntire, Trisha Yearwood y Kelly Clarkson grabaron la canción para el álbum de Reba, Sing It Now: Songs of Faith & Hope (2017)